# Братская школа (Полоцк)
Полоцкая братская школа (бел. Полацкая брацкая школа) — православное учебное заведение Полоцка.

## Полоцкое Богоявленское братство
Конец XVI века — XVII век были периодом национально-освободительной борьбы белорусского и украинского народов против дискриминации по социальному, национальному и конфессиональному признакам. В данной борьбе значительную роль сыграли православные братства и созданные ими образовательные учреждения — братские школы. Братства объединяли представителей купечества, ремесленников и православных магнатов. В братских школах Беларуси и Украины преподавали яркие интеллектуалы того времени, среди которых можно выделить имена Лаврентия Зизания и Мелетия Смотрицкого.
Полоцкое Богоявленское братство было организовано по демократическому принципу: все братчики пользовались одинаковыми правами, вопросы решались на общих собраниях большинством голосов. Для ведения дел организации избирались четыре старших братчика. Через год избранные отчитывались о проделанной работе.

## История
12 июля 1633 года согласно привилею польского короля Владислава IV начала действовать Полоцкая братская школа. Полоцкая братская школа содержалась на средства Полоцкого Богоявленского братства, которое имело огромный авторитет у православного населения Полоцка. В Полоцкой братской школе учился, а затем преподавал Симеон Полоцкий.
В конце 1660-х годов по требованию местных греко-католиков Полоцкая братская школа была закрыта.

## Организация и принципы обучения
Братские школы были двух типов: элементарного и повышенного. Большинство предметов преподавались на церковнославянском языке, некоторые — на белорусском. Изучалась античная литература, философия, логика, физика, арифметика, геометрия, астрономия, церковное пение. Большое значение уделялось языкам. Изучались славянский, греческий, латинский языки. а с приходом Симеона Полоцкого — и белорусский язык. Школа строила свою работу по классно-урочной системе.
Для организации работы школы Полоцкое Богоявленское братство избирало 2—3 братчика, которые контролировали работу школы. При Полоцкой братской школе существовал школьный театр, который возглавлял Симеон Полоцкий.
Полоцкая братская школа была бессословной. Здесь учились дети ремесленников, крестьян, городской бедноты, купцов и дворянства

## Известные преподаватели и выпускники
- Игнатий (Иевлевич)
- Симеон Полоцкий
- Филофей (Утчицкий)